# Sarahsaurus

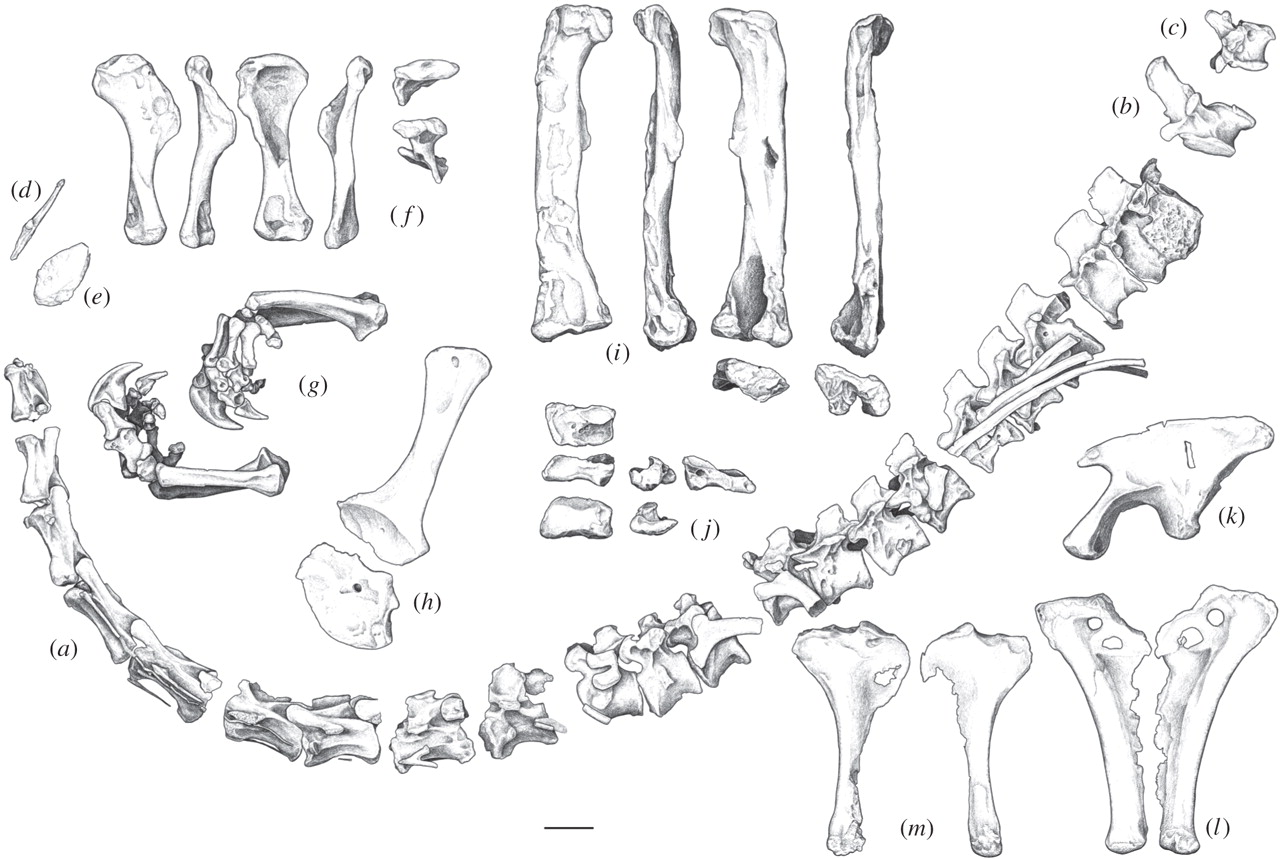
Wirbelsäule und Knochen von Sarahsaurus

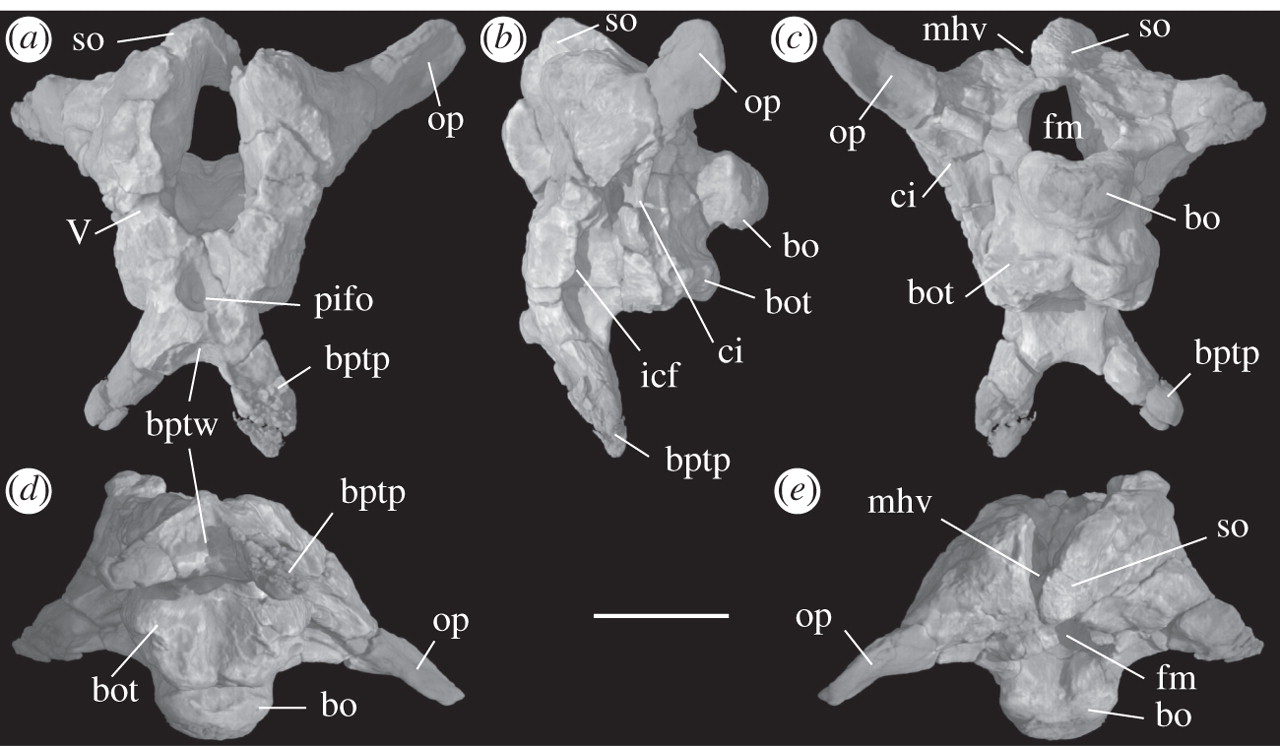
Hirnschädel von Sarahsaurus

Sarahsaurus ist eine Gattung ursprünglicher sauropodomorpher Dinosaurier, die im Unteren Jura Nordamerikas lebte. Fossilien der bislang einzigen Art Sarahsaurus aurifontanalis wurden in der Kayenta-Formation nahe Gold Springs in Arizona gefunden.
Bisher sind die Überreste von drei Individuen gefunden worden: Das Holotyp-Exemplar besteht aus einem fragmentarischen Schädel sowie dem fast vollständigen Restskelett, während ein zweites Exemplar einen fast vollständigen Schädel und ein drittes Exemplar ein fast vollständiges Restskelett mit einschließt. Von anderen Sauropodomorphen lässt sich Sarahsaurus unter anderem durch eine Öffnung (Foramen) im Schambein (Pubis) und durch eine Phalangenformel des Handskeletts von 2-3-4-2-2 unterscheiden.
 Sarahsaurus wurde 2010 von Timothy B. Rowe, Hans-Dieter Sues und Robert R. Reisz benannt und ist die dritte bekannte ursprüngliche Gattung sauropodomorpher Dinosaurier aus Nordamerika.

## Beschreibung
Sarahsaurus war etwas über 4 m lang und wog wohl ca. 110 kg. Wie andere basale sauropodomorphe Dinosaurier hatte er einen langen Hals, der einen im Verhältnis zum Rumpf kleinen Kopf trug, und einen langen muskulösen Schwanz. Die Arme waren deutlich kürzer als die Beine, aber sehr kräftig. Die Hand, etwa so groß wie eine menschliche, war sehr kräftig und trug große Klauen. Ein großer Längenunterschied zwischen Vorder- und Hintergliedmaßen deutet bei verwandten „Prosauropoden“ auf eine reine Zweibeinigkeit hin. Allerdings waren die Oberschenkelknochen von Sarhasaurus in seitlicher Ansicht gerade, und nicht gekrümmt, wie es für die sehr viel größeren und vierbeinigen Sauropoden typisch ist.

## Fundstelle und Ausgrabung
Sarahsaurus Holotyp und die in der Erstbeschreibung zugewiesenen Funde stammen aus dem mittleren Drittel der ‘Silty Facies’ der Kayenta Formation (Glen Canyon Gruppe). Die Fundstelle liegt im Nordosten Arizonas am Nordrand des vom Gold Spring Wash entwässerten Beckens, in der Nähe des Grand Canyons. Die Fund stammen aus dem Unteren Jura (Sinemur–Pliensbach).

### Etymologie
Der Gattungsname Sarahsaurus ehrt Sarah Butler, die durch ein von ihr geleitetes Fundraising einen hohen Betrag für das „Dino Pit“ sammelte, eine interaktive Ausstellung am Austin Nature and Science Center. Das „Dino Pit“ wurde von Timothy Rowe mitbegründet, einem der Autoren, die Sarahsaurus beschrieben. Rowe versprach Frau Butler, einen Dinosaurier nach ihr zu benennen, wenn sie ein Million US-Dollar sammle. Der zweite Namensbestandteil des Gattungsnamens geht zurück auf griechisch sauros/σαῦρος, „Eidechse“, „Salamander“
Der Artname aurifontanalis, gebildet aus aurum (lateinisch „Gold“) und fontanalis (lateinisch „von der Quelle“) bezieht sich auf den Fundort in der Nähe der Stadt Gold Springs in Arizona.

## Typusmaterial und systematische Einordnung

### Typusmaterial
In der Originalbeschreibung listen Rowe et al. neben dem Holotyp zwei weitere Individuen als zugewiesene Fundstücke (referred specimens) auf. Der Holotypus ist ein unvollständiger Schädel mit zugehörigem fast vollständigem Skelett eines erwachsenen Tieres und trägt die Sammlungsnummer TMM 43646-2 des Texas Natural Science Center. Vom Schädel sind Prämaxillare, Frontale, Quadruatum und der Hirnschädel erhalten. Das postkraniale Skelett wurde großenteils im natürlichen Verbund gefunden. Die Verschmelzung des verschiedener Schädelknochen untereinander sowie die der Neuralbögen mit den Wirbelkörpern entlang der gesamten Wirbelsäule und die der Rippen im Beckenbereich und am Schwanz mit ihren zugehörigen Wirbeln zeigen an, dass das Tier ausgewachsen war.
Der zugewiesene Fund TMM 43646-3 ist ein postkraniales Skelett aus derselben Fundstelle wie der Holotyp. Am Museum of Comparative Zoology der Harvard University wird MCZ 8893 aufbewahrt, ein fast vollständiger Schädel mit Unterkiefer und einigen Bruchstücken von Wirbeln und Beinknochen. Dieses Exemplar zeigt offene Suturen am Schädel und war daher nicht ausgewachsen.

### Taxonomie
Die Stellung von Sarahsaurus im Stammbaum der Sauropodomorpha ist nicht eindeutig zu bestimmen. Zwei verschiedene Datenmatrizen ergeben drastisch unterschiedliche Positionen: bei Verwendung der Matrix von Yates ergibt sich eine Position an der Basis der Sauropodomorpha für Sarahsaurus, als Schwestergruppe zu den Plateosauria plus Riojasaurus und Ruehleia. Die Matrix von Upchurch, Barrett und Galton platziert Sarahsaurus dagegen als basalen Sauropoden.
Diese Diskrepanz liegt daran, dass das Ergebnis auf Basis der Yates Matrix durch Homoplasien (Konvergenz) verfälscht wurde, wofür auch die zeitliche und räumliche Verbreitung der basalen Prosauropoden sprechen. Eine Stellung an der Basis der Sauropoda hingegen scheint eher glaubwürdig und weniger von methodischen Problemen betroffen.

## Paläobiologie
Über die Lebensweise von Sarahsaurus ist bislang nicht viel bekannt. Das für „Prosauropoden“ typische Gebiss deutet im Analogschluss zu ähnlichen Gattungen darauf hin, dass die Tiere wohl Pflanzenfresser waren, aber eventuell auch kleine Wirbeltiere und Insekten fraßen.